# Бособрод Олександр Григорович

Могила О. Г. Бособрода в Прилуках

Олекса́ндр Григо́рович Бособро́д (12 серпня 1880, Прилуки — †21 грудня 1918) — активний учасник трьох російських революцій.

## З життєпису
Олександр Бособрод народився в Прилуках у робітничій сім'ї.
Працював на підприємствах півдня України та Донбасу. Напередодні першої російської революції вступив до РСДРП.
У 1905 році Бособрод проводив революційну роботу в Прилуках. Заарештований після поразки революції, відбував ув'язнення в Петропавловській фортеці.
На початку 1917 року після контузії повернувся з фронту до Прилук і очолив місцевий більшовицький комітет.
Був убитий на трибуні Трудового конгресу — зборів за участю різних партій і профспілок, — коли в своєму виступі критикував політику Директорії та закликав до повалення її влади.
Отаман Микола Гавришко, український соціал-демократ, та його штаб поширили чутку, що Бособрод убитий євреями, і почали погромну агітацію.